# Prime (ital)
A Prime (stilizálva: PRIME) amerikai-brit italmárka, ami sportitalokat, italkeverékeket és energiaitalokat gyárt.

## Története
2022. január 4-én Logan Paul és KSI bejelentette egy Instagram-közvetítésben, hogy megalapították saját italcégüket, a Prime Hydrationt. Eredetileg csak sportitalként indult, de 2022 folyamán bejelentették az italkeverékeket, majd 2023 elején energiaitalokat is elkezdtek árulni.
2022 márciusára a cég átlépte a 10 millió eladott terméket. Mindössze kilenc hónap elteltével a hatodik legnagyobb italmárka lett az amerikai piacon, 110 millió palacknyit adtak el belőle, több, mint 200 millió dolláros bevétellel.
2024 áprilisában KSI azt nyilatkozta, hogy a cég bőven felülmúlta az egy milliárd dolláros bevételi célt, amit egy évvel korábban kitűzött a Prime-nak.

## Termékek

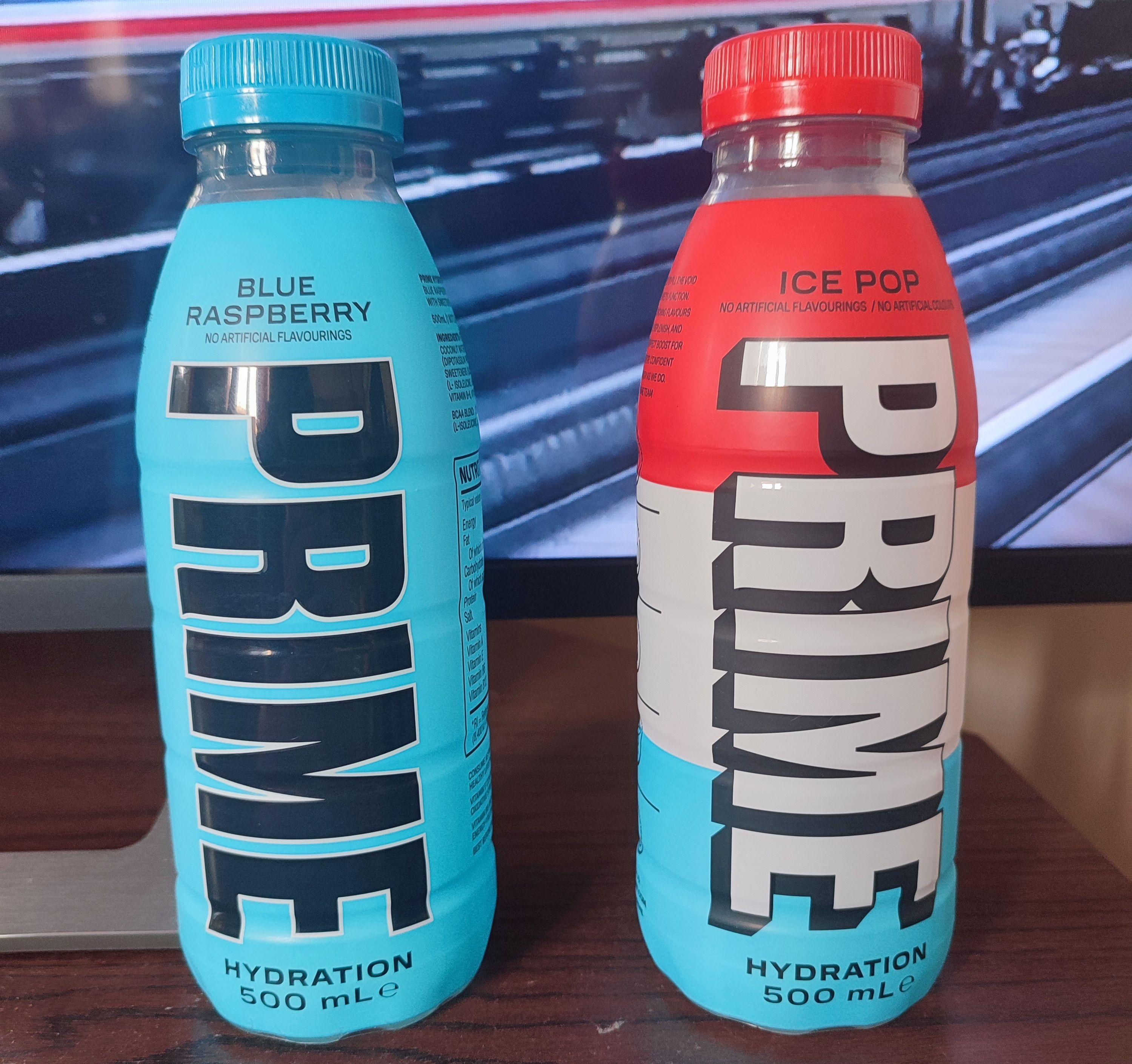
Az ital ice pop és kék málna ízekben

A Prime Hydration, LLC együtt dolgozik a Max Clemons és Trey Steiger amerikai üzletemberek által tulajdonolt Congo Brands céggel. Az Egyesült Királyságba eredetileg az Egyesült Államokból szállították az italt, de napjainkban a Refresco holland cég gyártja.
A Prime márka alá sportitalok, italkeverékek és energiaitalok tartoznak.
A sportitalt kék málna, ice pop, citrom-lime, meta moon, eper-dinnye, limonádé, eper-banán, cseresznye és trópusi punch ízekben árulják, míg a 2023-ban elindított energiaital az „eredeti,” ice pop, kék málna, citrom-lime, narancs-mangó, eper-dinnye és trópusi punch ízesítésekben kapható. A sportital kókuszvíz alapú, elektrolitokat és B-vitaminokat tartalmaz, cukor és koffein hozzáadása nélkül. Az italpor a sportital összes íze mellett ezek mellett még „glowberry” kiadásban is kapható.

## Szponzorációk
A Prime volt Timmy Hill autójának szponzora a NASCAR autóverseny-sorozat idején.
2022. július 28-án az angol első osztályban szereplő Arsenal labdarúgócsapat bejelentette, hogy a Prime lett a csapat hivatalos italszponzora. 2023 januárjában a Prime több éves szponzori szerződést írt alá a UFC-vel. 2023 februárjában a Super Bowl LVII idején hirdetése volt a márkának, az első youtuberek által létrehozott cégként. 2023 márciusában bejelentették, hogy a cég a Los Angeles Dodgers baseball-csapat hivatalos szponzora lett. 2023 júliusában a márka bejelentette, hogy az Arsenal után az FC Barcelona szponzora is lett. 2023. augusztus 10-én a FC Bayern München is bejelentette, hogy a Prime partnere lett.
2023. április 1-én KSI megjelent a WrestleMania egyik eseményén, beöltözve a málna ízű italnak.
| - Kings League - Ultimate Fighting Championship - World Wrestling Entertainment - Arsenal - FC Barcelona - FC Bayern München - Borussia Dortmund - Juventus - Los Angeles Dodgers - Los Angeles Lakers - SL Benfica - Toronto Raptors - AmineMaTue - IShowSpeed - Ibai Llanos - Samy Rivers - Mercedes Roa - Fede Vigevani | - / Israel Adesanya - Terence Crawford - Dricus du Plessis - Kevin Durant - Erling Haaland - Devin Haney - Tyreek Hill - Aaron Judge - Kyle Larson - Rafael Leão - Alisha Lehmann - Patrick Mahomes - Auston Matthews - Max Park - Cody Rhodes - Shakur Stevenson - Alexander Volkanovski - Central Cee - Sfera Ebbasta |